# Astragalus shultziorum
Astragalus shultziorum är en ärtväxtart som beskrevs av Rupert Charles Barneby. Astragalus shultziorum ingår i släktet vedlar, och familjen ärtväxter. Inga underarter finns listade i Catalogue of Life.